# Doornspijk
Doornspijk (Nedersaksisch: Doospiek) is een dorp in de Nederlandse provincie Gelderland. Doornspijk maakt sinds 1974 deel uit van de gemeente Elburg. Tot die tijd was het een zelfstandige gemeente, waartoe ook behoorden de dorpen ‘t Harde, Oostendorp en Oosterwolde. Het aantal inwoners bedroeg in 2023 volgens het CBS 4.375.

## Geschiedenis
Doornspijk werd al omstreeks het jaar 800 als "Villa Thornspiic" vermeld. Oorspronkelijk lag het centrum van de plaats ten noorden van de huidige plaats nabij de Sint-Ludgeruskerk aan de Zuiderzeedijk. Nadat de kerk bij de Stormvloed van 1825 door overstroming en blikseminslag verloren was gegaan werd er een nieuwe kerk gebouwd op grotere afstand van de Zuiderzee tegenover het Erf Klarenbeek. Het centrum van het dorp kwam rond deze nieuw gebouwde kerk te liggen. In het midden van de 19e eeuw is door het huidige dorp de Zuiderzeestraatweg aangelegd. De Kerkdijk van het huidige dorp naar de plaats waar de oude kerk heeft gestaan vormde oorspronkelijk de verbinding tussen het achterland en de oude kern aan de Zuiderzee. Ten noorden van de kerkdijk ligt het Goor, een sinds 1336 in erfpacht uitgegeven weide- en hooigebied dat doorkruist wordt door de 'Goorbeek'. Op 1 januari 1812 werd Oosterwolde als zelfstandige gemeente afgesplitst. Aan die zelfstandigheid kwam al snel weer een einde, want op 1 januari 1818 werd Oosterwolde weer ingelijfd bij Doornspijk. Op 1 augustus 1974 werd Doornspijk als gemeente opgeheven en bij Elburg gevoegd.

## Religie
Doornspijk telt een aantal kerken met een orthodox karakter. De grootste kerk is de Hersteld Hervormde Kerk. Bij de Tweede Kamerverkiezingen van 2012 behaalde de SGP net geen meerderheid van de stemmen in het dorp, 44,1%. Verder is in Doornspijk een (jeugd)conferentieoord (Noverosa) gevestigd van het Lectorium Rosicrucianum.

## Natuur
Doornspijk heeft een aantal verschillende landschapstypen. Het dorp ligt in een overwegend agrarisch weidelandschap. Even ten zuiden ligt de Doornspijkse Heide met zandverstuiving De Zoom en bosgebied De Haere. In het Noordwesten is er de oude Zuiderzeekust, thans Veluwemeer. Aan een deel van deze kust staan privé vakantieverblijven die op termijn zullen verdwijnen ten gunste van de natuur. Nabij Doornspijk worden op het Veluwemeer regelmatig zeldzame watervogels gesignaleerd, zoals kraanvogels en flamingo's.

## Geboren
- Anne van Schuppen (1962), langeafstandsloopster
- Dick van Putten (1955), Luitenant-generaal der Nederlandse strijdkrachten, commandant der Koninklijke Marechaussee, gouverneur der Residentie.
- Jaap Smit (1957), commissaris van de koning van de provincie Zuid-Holland.
- Jeroen Kremers (1958), financieel bestuurder
- Hendrik Wesselo (1904-1972), architect

## Zie ook

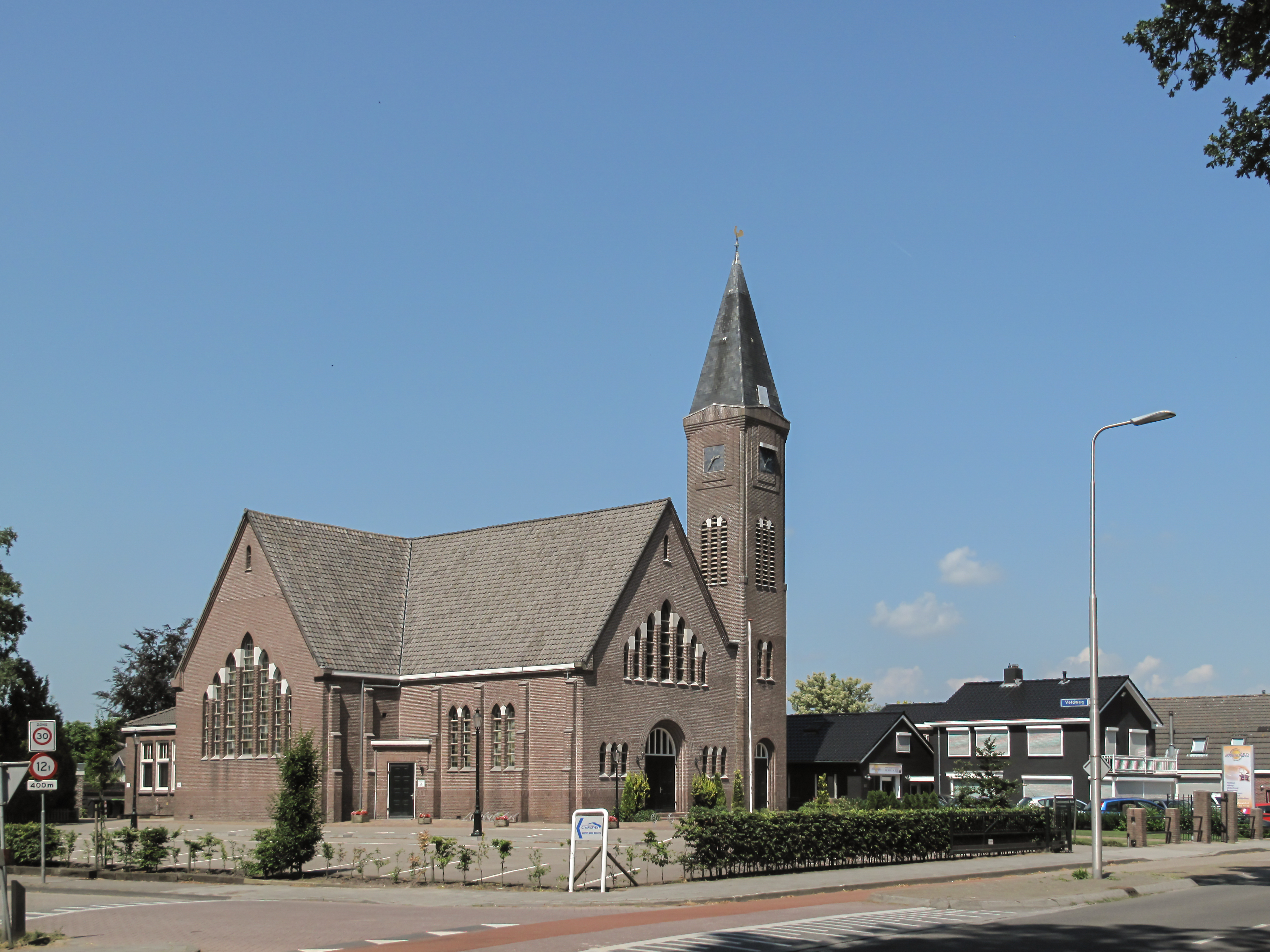
Gereformeerde Kerk